# Headbangers Ball
Headbangers Ball ist eine Fernsehsendung über Heavy Metal, die früher auf MTV und in Europa auf MTV Europe lief. Inzwischen läuft sie auf MTV2 und diversen internationalen MTV-Ablegern, jedoch gegenüber der Ursprungsversion in deutlich reduzierter Form. Die Sendung lief erstmals am 18. April 1987 spätabends auf MTV in den USA und Kanada und zeigte Musikvideos von Heavy-Metal- und Hard-Rock-Bands. Die Show wurde ursprünglich als klarer Kontrast zum gängigen Mainstreamgeschmack ausgestrahlt.
Seit Oktober 2019 läuft die Sendung wieder jeden Freitag auf MTV Germany.

## Moderatoren
The Ball, wie die Sendung auch genannt wurde, ersetzte 1987 Heavy Metal Mania, dessen Gastgeber Dee Snider von Twisted Sister war. In den USA wurde zu Beginn das Format kurz von Kevin Seal, dann von VJ Adam Curry moderiert, bevor letztendlich Riki Rachtman die Show übernahm. In Europa, wo das Format im Januar 1990 etabliert wurde, waren unter anderem Kristiane Backer (1990) und Vanessa Warwick (1991–1997) die Moderatorinnen.

## Inhalte und Einfluss
Headbangers Ball gehörte zeitweise zu den populärsten Sendungen auf MTV und lief in den USA annähernd acht Jahre, in Europa sechs Jahre im Hauptprogramm. In Europa lief die Sendung jahrelang am späten Sonntagabend und wurde in der Woche zu unterschiedlichen Zeiten wiederholt. Gezeigt wurden hier neben Musikvideos auch Interviews mit Bands und Künstlern, Themenspecials zu einzelnen Bands oder Metal-Subgenres sowie Berichte und Live-Mitschnitte von Konzerten und Festivals wie etwa dem Dynamo Open Air. Teilweise fungierten Metal-Künstler als Co-Moderatoren oder übernahmen die Präsentation einiger von ihnen ausgesuchter Musikvideos.
Ein wiederkehrendes Feature der europäischen Sendung war der Triple Thrash Treat, eine Abfolge von drei Musikvideos des Genres Thrash-Metal, zumeist zugleich inklusive eines oder mehrerer Zuschauerwünsche oder Lieblingsvideos eines Studiogastes.
Der Jingle der Sendung stammte vom Intro des Songs Slaughterhouse der amerikanischen Band Powermad von ihrem Album Absolute Power aus dem Jahre 1989.
Vom Einfluss der Sendung profitierte die aufkommende Heavy-Metal-Bewegung der 1980er- und frühen 1990er-Jahre und umgekehrt. So wurden beispielsweise Videos von heute bekannten Bands wie Metallica und Slayer nur im Nachtprogramm ausgestrahlt und unter anderem durch die Sendung etabliert.

## Ende von Headbangers Ball
Die Sendung wurde in den USA bis 1995 gezeigt, als sie MTV ohne Vorankündigung an den Moderator, Produktion oder Zuschauer absetzte. Die europäische Ausgabe lief bis 1997 und wurde zuletzt von drei Stunden auf nur noch eine halbe gekürzt.
Im Anschluss daran versuchte MTV die Sendung mit dem neuen Format Superock und Gastgeberin Julia Valet zu ersetzen und mit der Ausstrahlung von Mainstream- und alternativen Rockvideos wieder auf Erfolgskurs in Sachen Rock zu kommen. Der Versuch scheiterte jedoch.

## Wiederaufnahme von Headbangers Ball
Nach fast einem Jahrzehnt Abwesenheit sendete MTV2 die Show in den USA erstmals wieder 2003, diesmal mit Hatebreed-Sänger Jamey Jasta als Moderator.

## Plattensampler
- MTV2 Headbangers Ball (2003)
- MTV2 Headbangers Ball, Vol. 2 (2004)
- MTV2 Headbangers Ball: The Revenge (2006)

Jedes Album beinhaltet mindestens einen Song von Bands aus den 1980er Jahren, wie zum Beispiel Slayer, Anthrax, Megadeth und Iron Maiden sowie min. einen Livesong.